# Хопф, Эберхард
Эберхард Фредерик Фердинанд Хопф (англ. Eberhard Frederich Ferdinand Hopf; 17 апреля 1902, Зальцбург — 24 июля 1983, Блумингтон) — математик и астроном, один из основателей эргодической теории и пионер теории бифуркаций. Был профессором Лейпцигского и Мюнхенского университетов. С 1948 года работал в США.
Труды Хопф относятся к теории дифференциальных уравнений с частичными производными, интегральных уравнений, где одно из уравнений названо уравнением Винера-Хопфа, топологии, вариационного расчета и другим разделам математики. Хопфу также принадлежит монография «Эргодическая теория», посвященная спектральной теории динамических систем. Исследования проводились также в области астрофизики.

## Биография
Хопф обучался в Германии, где в 1926 году получил степень доктора физико-математических наук. В 1929 году защитил докторскую диссертацию по математической астрономии в университете Берлина. В 1930 получил стипендию Фонда Рокфеллера для изучения классической механики вместе с Джорджем Биркхофом в Гарвардском университете в Соединенных Штатах Америки.
В Кембридж он приехал в октябре 1930 года, однако официально не работал на математическом факультете Гарвардского университета, а продолжал работу в Гарвардской обсерватории, где продолжал заниматься изучением математических и астрономических тем, в частности топологией и эргодической теорией. Изучал теорию измерения и инвариантные интегралы в эргодической теории. Важным вкладом Хопфа в этот период стало уравнения Винера-Хопфа, которое ученый вывел вместе с Норбертом Винером, которое описывало радиационное равновесие звезд. Уравнение до сих пор используется в электротехнике и геофизике.
14 декабря 1931 года, благодаря Винеру, Хопф стал доцентом кафедры математики Массачусетского технологического института, где работал до 1936 года. В том же году получил приглашение от университета в Лейпцигна должность профессора. В итоге с женой вернулся в Германию.
В 1940 году был приглашен на международный конгресс математиков как докладчик, однако этот съезд был отменен в связи с началом Второй мировой войны. Важным событием стало опубликование книги «Эргодическая теория» в 1941 году, в которой Хопф провел детальный анализ этого научного направления. В 1944 Хопф был назначен профессором Мюнхенского университета, где проработал до 1947. Впоследствии вернулся в США, где в 1949 году получил гражданство. В этом же году стал профессором Университета Индианы и занимал эту должность вплоть до выхода на пенсию в 1972.
Хопфа не простили за переезд в нацистскую Германию в 1936 году, поэтому большая часть его работ приписывалась другим авторам или просто игнорировалась. Примером этого стало упущение имени Хопф в дискретном варианте уравнения Винера-Хопфа, которое в настоящее время называется фильтром Винера".
Умер 24 июля 1983 года в Блумингтоне, Индиана в возрасте 81 года.